# ReOrder
Tibor Tomecko, född den 5 maj 1984 i Martin, Slovakien, bättre känd som ReOrder, är en slovensk DJ och musikproducent. Han släppte sin första singel 2006 "No Faith" till Total-Digital Records som är en del av Bonzai Music. Därefter släppte han sitt första album med låtar som "Experience" och "Sensitivity" som spelades av bland annat Armin van Buuren, Ferry Corsten, Paul van Dyk och Aly & Fila.

## Karriär
I slutet av 2009 spelades många av Tomeckos låtar på van Buurens radioprogram "A State of Trance" där en del av hans låtar röstades fram som "FUTURE FAVORITE" av en stor del av lyssnarna. Många av hans låtar har även gjorts om av större artister. Idag är Tomecko signerad till Armada Music. Han har turnerat på stora musikfestivaler som Tomorrowland och A State of Trance.
Hans låtar "Venice Beach", "Spirit of Ecstasy" och "Opus Dei" hamnade på förstaplats på Beatports topplista.

## Diskografi 2015-2020
| År   | Titel |
| ---- | --- |
| 2020 | ReOrder and XiJaro & Pitch - Elevate ReOrder feat. Bo Bruce - We Are The World ReOrder & Sarah de Warren - Back To Life Armin van Buuren feat. David Hodges - Waking Up With You (ReOrder Remix) Mark Sixma feat. ANVY - Meet Again (ReOrder Remix) |
| 2019 | Saltwater - The Legacy (ReOrder Remix) ReOrder - Escape The Ordinary ReOrder x onTune - Euforia (Euforia Festival 2019 Official Anthem) Armin van Buuren feat. Bonnie McKee - Lonely For You (ReOrder Remix) ReOrder - Escape The Ordinary ReOrder & Exis - The Truth ReOrder - Timeshift Jorn van Deynhoven - Cheeky (ReOrder Remix)                                      |
| 2018 | ReOrder - IAMREADY ReOrder - Bali ReOrder & Andre Visior - Desert Rose ReOrder - Acid Effect ReOrder & UDM - Daydream ReOrder - Beyond Time ReOrder - All There Is ReOrder - All Comes Back To You |
| 2017 | ReOrder - Spirit Of Ecstasy ReOrder & Ciaran McAuley - Grotesque Essentials: Spring Edition 2017 ReOrder And Svenson & Gielen - Trance Energy 2017 ReOrder - ReBoot ReOrder & RAM - Opus Dei ReOrder - Together We Are ReOrder & Driftmoon - #Slovakboys |
| 2016 | Audrey Gallagher & ReOrder - Your Own Way ReOrder - Way Finding Around ReOrder & Katty Heath - Our Nature ReOrder & Ferry Tayle - Tomorroworld ReOrder - Singularity Sied van Riel & ReOrder - S.L.A.P. ReOrder - Venice Beach ReOrder - Across The World |
| 2015 | Ana Criado & ReOrder - Arms Of Surrender ReOrder & Lee Osborne With Roxanne Emery - Where You Hide ReOrder & Katty Heath - Love Again ReOrder & Standerwick* Pres. SkyPatrol - Shut Up! ReOrder & First Effect - Seriously ReOrder - Saivan ReOrder & Manuel Rocca With MSK (6) - Worlds Unite (SSR 250 Anthem) ReOrder & Lee Osborne - Escape To Freedom ReOrder - Zephyr |